# Zuffa
Zuffa è una società a responsabilità limitata (LLC) statunitense di promozione sportiva specializzata negli sport da combattimento, in particolare le arti marziali miste.
Fondata nel gennaio 2001 dai fratelli italoamericani Frank Fertitta III e Lorenzo Fertitta, già proprietari della compagnia d'intrattenimento ludico Station Casinos, la società nasce come holding per promozioni sportive relative alle arti marziali miste e in particolare la UFC, acquistata precedentemente dai Fertitta.
Il nome fa riferimento al termine italiano "zuffa", con chiaro riferimento agli sport da combattimento. La società è per l'81% di proprietà dei fratelli Fertitta, per il 9% di Dana White e per il 10% dello sceicco emiratino Tahnoon, proprietario della Flash Entertainment.
La holding è divenuta famosa nel mondo dello sport per aver aumentato a dismisura l'audience della UFC negli Stati Uniti e in generale l'interesse per le arti marziali miste nel paese.

## Promozioni consociate
- Ultimate Fighting Championship (dal 2001)
- Strikeforce (dal 2011 al 2013, poi fusa con la UFC)
- Pride Fighting Championships (dal 2007, poi fusa con la UFC)
- World Extreme Cagefighting (dal 2007 al 2010, poi fusa con la UFC)
- World Fighting Alliance (dal 2006, poi defunta con l'acquisto della proprietà)